# Öster-Mörtarö naturreservat
Öster-Mörtarö naturreservat är ett naturreservat i Östhammars kommun i Uppsala län.
Området är naturskyddat sedan 2020 och är 33 hektar stort. Reservatet ligger på östra sidan av Gräsö och består av havsstrandängar, hagmarker och hamlade träd.